# Premio Roger Caillois
El premio Roger Caillois (en francés: Prix Roger-Caillois) es un premio literario anual creado en 1991 por el PEN Club en Francia y la Casa de América Latina en París, entidades a la que se suma la Sociedad de los lectores y amigos de Roger Caillois. Se otorga cada año a un autor de América Latina y un autor de lengua francesa. Desde 2007, se otorga también el premio Roger Caillois de ensayo.
El galardón se hace público en el mes de diciembre de cada año.

## Premiados

### Autores latinoamericanos
- 1991: José Donoso
- 1993: Álvaro Mutis
- 1995: Adolfo Bioy Casares
- 1997: Homero Aridjis
- 1999: Haroldo de Campos
- 2001: Blanca Varela
- 2002: Mario Vargas Llosa
- 2003: Carlos Fuentes
- 2004: Alberto Manguel
- 2006: Sergio Pitol
- 2007: Alan Pauls
- 2008: Ricardo Piglia
- 2009: Roberto Bolaño
- 2010: Elsa Cross
- 2011: Leonardo Padura Fuentes
- 2012: Juan Gabriel Vásquez
- 2013: Cristina Rivera Garza
- 2014: César Aira
- 2015: Eduardo Halfon
- 2016: Chico Buarque
- 2017: Rodrigo Fresán[1]
- 2018: Milton Hatoum[2]
- 2019: Fabio Morábito[3]

- 2020: No se concedió.
- 2021: No se concedió.
- 2022: No se concedió.
- 2023: Martín Caparrós
- 2024: Samanta Schweblin

### Autores de lengua francesa
- 1991: Édouard Glissant
- 1992: Jean-Marie Le Sidaner
- 1994: Pierre Gascar
- 1996: Gilles Lapouge
- 1998: Kenneth White
- 1999: Alain Jouffroy
- 2000: François Cheng
- 2001: Michel Waldberg
- 2002: Gérard Macé
- 2003: Jean Bottéro
- 2004: Michel Braudeau
- 2007: Éric Chevillard
- 2008: Roger Grenier
- 2009: Pierre Bergounioux
- 2010: François Maspero
- 2011: Pierre Pachet
- 2012: Christian Garcin
- 2013: Marcel Cohen
- 2014: Chantal Thomas
- 2015: Jean-Paul Iommi-Amunategui
- 2016: Régis Debray
- 2017: Patrick Deville
- 2018: Philippe Lançon
- 2019: Jacques Réda

### Ensayo
- 2007: Maurice Olender
- 2008: Serge Gruzinski
- 2009: Paul Veyne
- 2010: Jacqueline Risset
- 2011: Jean-Pierre Dupuy
- 2012: Michel Pastoureau
- 2013: Régis Boyer
- 2014: Jean-Yves Jouannais
- 2015: Jean-Paul Demoule
- 2016: Alain Corbin
- 2017:  Jean-François Billeter[1]
- 2018: Jean-Christophe Bailly:[2]

### Mención
- 2016: Traductor: Jacques Ancet

### Premio Especial del centenario
- 2013: Silvia Baron Supervielle